# Ривертон (Вашингтон)
Ривертон (англ. Riverton) — переписна місцевість (CDP) в США, в окрузі Кінг штату Вашингтон. Населення — 6407 осіб (2010).

## Географія
Ривертон розташований за координатами 47°29′41″ пн. ш. 122°18′40″ зх. д. / 47.49472° пн. ш. 122.31111° зх. д. (47.494614, -122.311248).  За даними Бюро перепису населення США у 2010 році переписна місцевість мала площу 3,06 км², уся площа — суходіл.

## Демографія
Згідно з переписом 2010 року, у переписній місцевості мешкало 6407 осіб у 2290 домогосподарствах у складі 1418 родин. Густота населення становила 2093 особи/км².  Було 2477 помешкань (809/км²).
Расовий склад населення:
| - 49,6 % — білих - 15,2 % — азіатів - 9,6 % — чорних або афроамериканців - 2,7 % — вихідців з тихоокеанських островів - 1,6 % — корінних американців - 14,6 % — осіб інших рас |

До двох чи більше рас належало 6,7 %. Частка іспаномовних становила 26,4 % від усіх жителів.
За віковим діапазоном населення розподілялося таким чином: 24,5 % — особи молодші 18 років, 65,5 % — особи у віці 18—64 років, 10,0 % — особи у віці 65 років та старші. Медіана віку мешканця становила 34,4 року. На 100 осіб жіночої статі у переписній місцевості припадало 102,8 чоловіків;  на 100 жінок у віці від 18 років та старших — 99,8 чоловіків також старших 18 років.